# Palais du Luxembourg

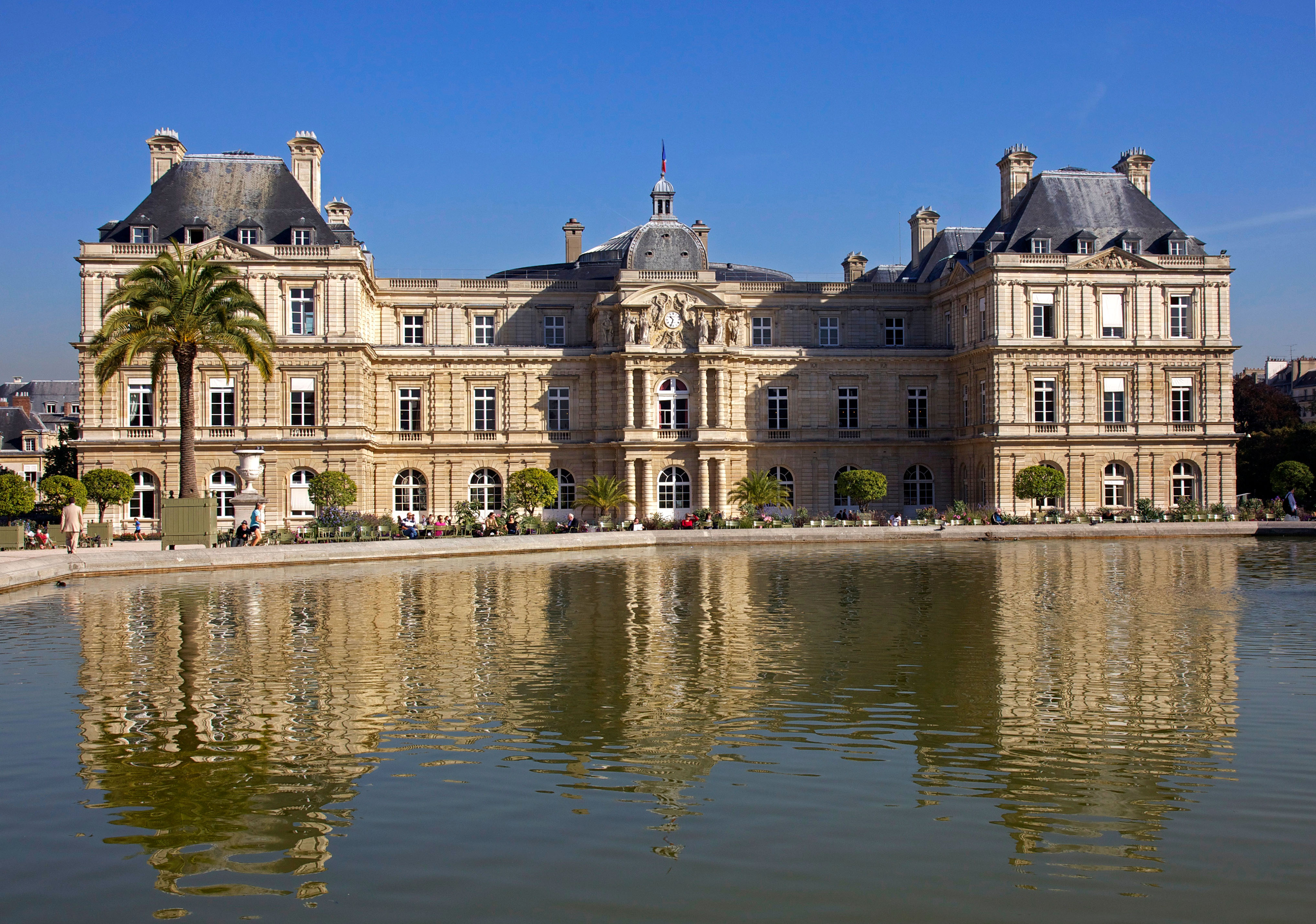
Palais du Luxembourg – Gartenfassade

Das Palais du Luxembourg ist ein Schloss im 6. Arrondissement von Paris, umgeben von einer ursprünglich barocken Parklandschaft aus dem frühen 17. Jahrhundert, genannt Jardin du Luxembourg. Es diente zunächst Mitgliedern der königlichen Familie als Wohnsitz, wurde während der Revolution in Staatsbesitz überführt und ist seit 1800 Sitz des Senats, der zweiten parlamentarischen Kammer Frankreichs.
Das Palais wurde 1615 bis 1620 im Auftrag der französischen Königin Maria de’ Medici, Tochter des Großherzogs der Toskana und Mutter Ludwigs XIII., erbaut. Im Laufe der Jahrhunderte waren zahlreiche Architekten mit dem Schloss befasst, unter anderem Salomon de Brosse, Germain Boffrand und Jean-François Chalgrin. Das erste Vorbild des Gebäudes war von Beginn an der Palazzo Pitti in Florenz.

## Geschichtlicher Überblick

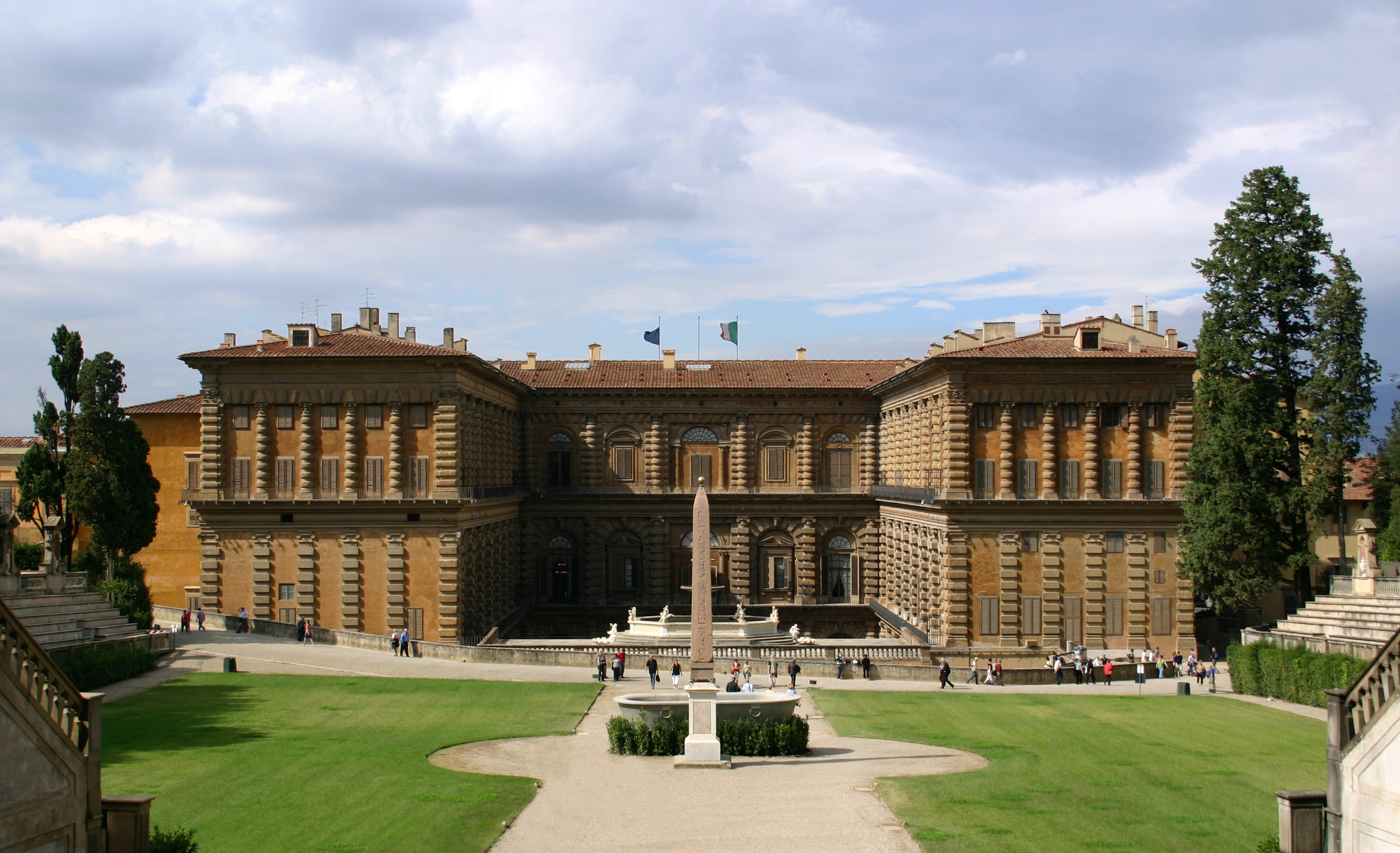
Palazzo Pitti in Florenz – das von Maria de’ Medici gewählte architektonische Vorbild für den Palais du Luxembourg

Nach der Ermordung ihres Gatten, König Heinrichs IV. im Mai 1610, wollte sich Maria, die sich im Louvre, der Residenz der französischen Könige, nicht wohlfühlte, einen Witwensitz im florentinischen Stil nach dem Vorbild des Schlosses der Medici erbauen lassen, des Palazzo Pitti in Florenz. Zu diesem Zweck hatte sie bereits am 6. Oktober 1611 Maria Magdalena von Österreich, Gattin Cosimos II. de’ Medici, des Cousins Maria de’ Medicis, darum gebeten, ihr Ansichten des Palazzo Pitti zu schicken. Hiernach beauftragte sie den Architekten Clément Métezeau, nach Florenz zu reisen und dort Pläne und Zeichnungen des Palastes anzufertigen.
Auf dem Gelände, das Maria ausgesucht hatte, stand zu jener Zeit noch ein 1546 erbautes Landhaus, das nach seinem Besitzer, dem Herzog François de Luxembourg, duc de Piney († 1613), Petit Luxembourg hieß. 1612 erwarb sie den Besitz und ließ dort drei Jahre später ihren Hofarchitekten Salomon de Brosse mit den Bauarbeiten beginnen. Das fertige Schloss, Grand Luxembourg genannt, stimmte aber nur in wenigen Details mit dem Florentiner Vorbild überein. Allerdings konnte sich Maria der Schlossanlage nicht lange erfreuen. 1617 wurde sie von ihrem 16-jährigen Sohn Ludwig XIII. nach Blois verbannt. Sie kehrte 1619 zurück, musste Paris jedoch 1630 endgültig verlassen (siehe Journée des dupes).
Das Schloss wurde nun eine Weile von der kleinen Anne Marie Louise d’Orléans, Tochter Gastons d’Orléans, dem häufig aufsässigen und verbannten jüngeren Bruder Ludwigs XIII. bewohnt. Nach Gastons Tod 1660 diente es seiner zweiten Frau, Margarete von Lothringen († 1672), als Witwensitz. Danach ließ dort König Ludwig XIV. seine außerehelichen Kinder erziehen, die er von seiner Mätresse Madame de Montespan hatte. Von 1715 bis zu ihrem Tod 1719 bewohnte es die skandalöse Herzogin von Berry, Tochter des Regenten Philipp II. von Orléans und seiner Gemahlin Françoise Marie de Bourbon, einer der Töchter Ludwigs XIV. mit der Montespan.

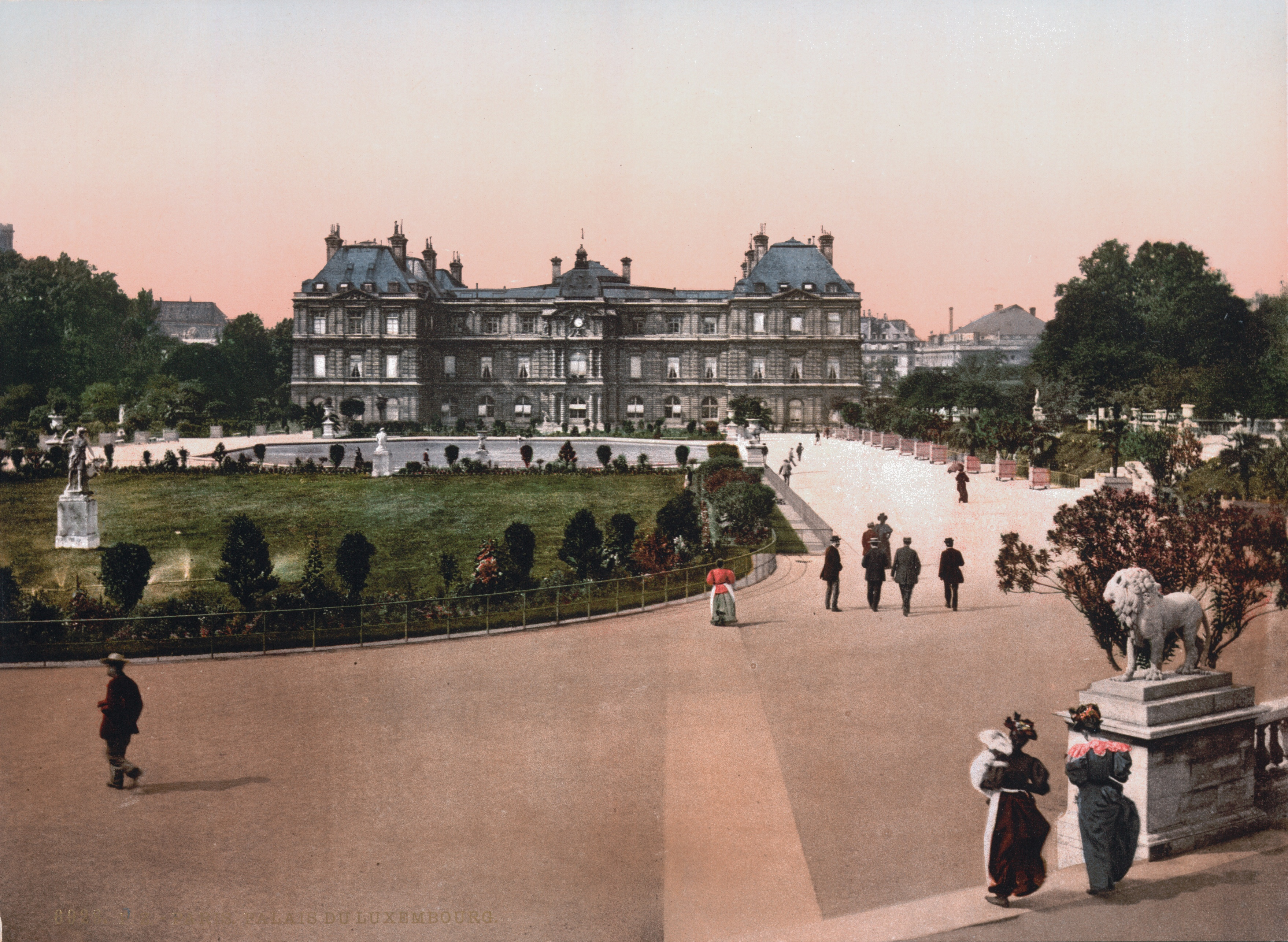
Blick auf das Palais du Luxembourg zum Ende des 19. Jahrhunderts

Am 14. Oktober 1750 wurden in den Räumen des Palais erstmals Teile der königlichen Gemäldesammlung aus Versailles der Öffentlichkeit zugänglich gemacht. Zu festen Öffnungszeiten hatte jedermann Zutritt. 1779 wurde die Ausstellung geschlossen, weil Ludwig XVI. das Schloss seinem Bruder zugesprochen hatte.
Während der Französischen Revolution wurde das Luxembourg als „nationales Eigentum“ beschlagnahmt. Es diente zeitweilig als Waffenmanufaktur, dann als Gefängnis, in dem unter anderem Camille Desmoulins, Georges Danton und Jacques-Louis David gefangen gehalten wurden.
Zur Zeit Napoleons wurde das Gebäude um 1800 durch Jean-Francois-Thérèse Chalgrin zum Sitz des Senats umgebaut. Er ersetzte die einstigen Gemächer der Königin durch den Saal der Diener des Senats und die ehemalige Rubensgalerie durch die heutige Empfangstreppe. 1814 wurde das Luxembourg Sitz der zweiten parlamentarischen Kammer, der Chambre des Pairs, und zu diesem Zweck ab 1834 (nach anderen Quellen ab 1836) erheblich vergrößert.
Seit 1852 ist das Palais du Luxembourg Sitz des Senats (französisch: Sénat de la République Francaise), dessen Präsident traditionell im Petit Luxembourg wohnt. Während des Zweiten Weltkriegs beherbergte das Gebäude das Hauptquartier der deutschen Luftwaffe; Generalfeldmarschall Hugo Sperrle kommandierte von hier die Luftflotte 3.
Französische Medien schreiben oft Palais du Luxembourg, wenn sie eigentlich die dort tagende Parlamentskammer meinen (Metonymie).

## Baugestaltung

### Architektur

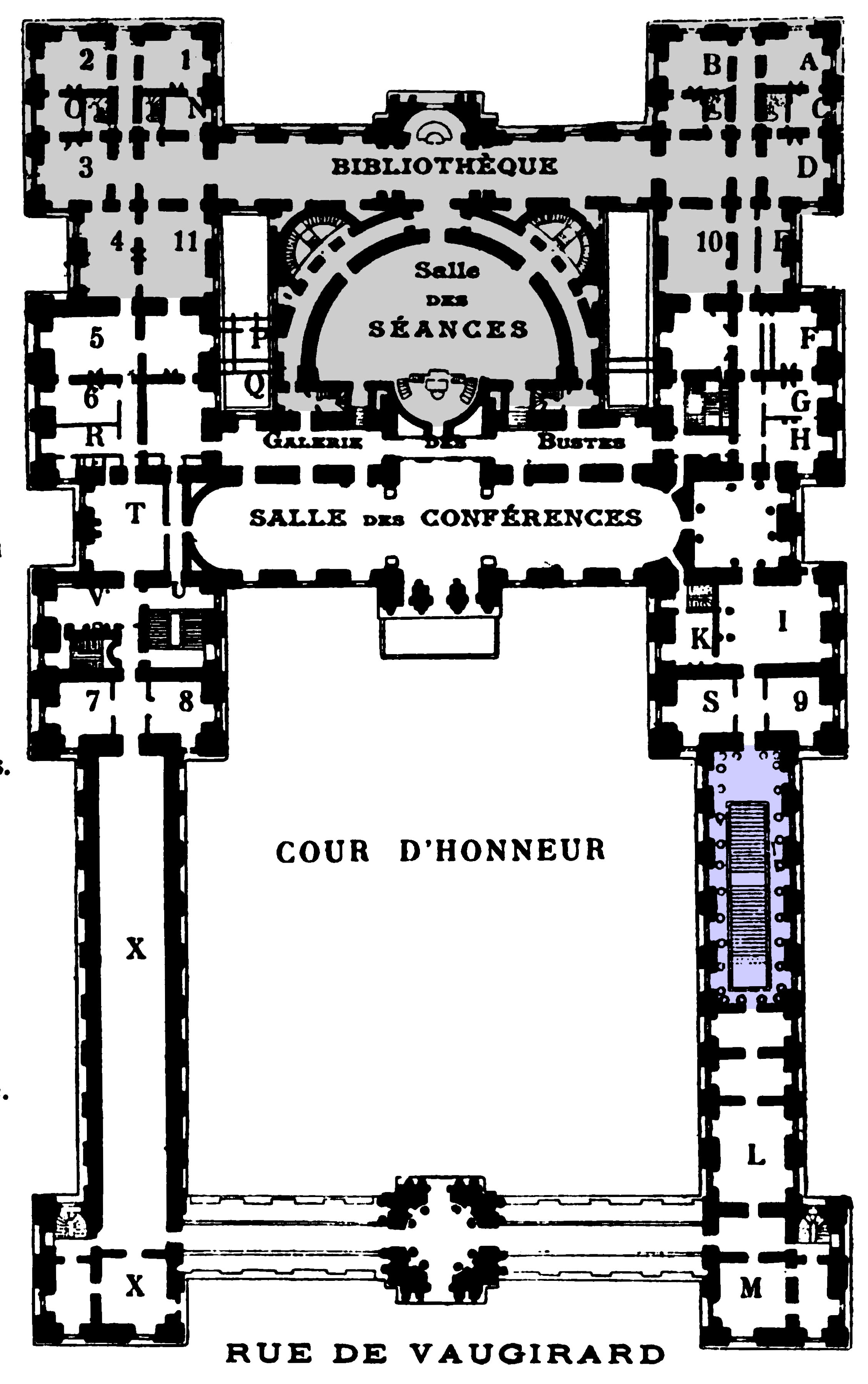
Grundriss des Palais du Luxembourg

Obwohl Maria von Medici einen Bau nach Florentiner Vorbild wünschte, schuf Salomon de Brosse keinen Palazzo des italienischen Manierismus. Vielmehr nahm er mit der symmetrischen Fassade, dem spiegelgleichen Grundriss und den pavillonartigen Seitenflügeln den Typ des französischen barocken Landschlosses vorweg, wie er später vielfach (zum Beispiel in Cheverny, Maisons-Laffitte, Vaux-le-Vicomte und auch im Ursprungsbau von Versailles) realisiert und nachgeahmt wurde. Trotzdem ist der architektonische Einfluss des Palazzo Pitti erkennbar. So ist beispielsweise die Verwendung von Bossenmauerwerk an allen Pilastern und Säulen durch den florentinischen Einfluss geprägt.
Die ehemals dreiflügelige Anlage, deren Eingangsseite in ihrer Mitte durch eine niedrige Galerie mit Kuppelportal unterbrochen wird, gruppiert sich um einen rechteckigen Innenhof und folgt so früheren Entwürfen de Brosses, die bereits bei seinen Schlösser in Coulommiers und Montceaux zur Ausführung kamen. Auch die für jene Zeit ungewöhnliche Verdoppelung der Eckpavillons des Corps de Logis oder die der Hoffassade vorgelagerte Terrasse hatte de Brosse bereits zuvor am Schloss von Blérancourt umgesetzt.
Im 19. Jahrhundert gestaltete Alphonse de Gisors die Gartenfassade des Gebäudes vollkommen neu, ehe 1852 bis 1854 eine neue Raumfolge mit Thronsaal im Stil des Zweiten Kaiserreichs geschaffen wurde.

### Innenausstattung

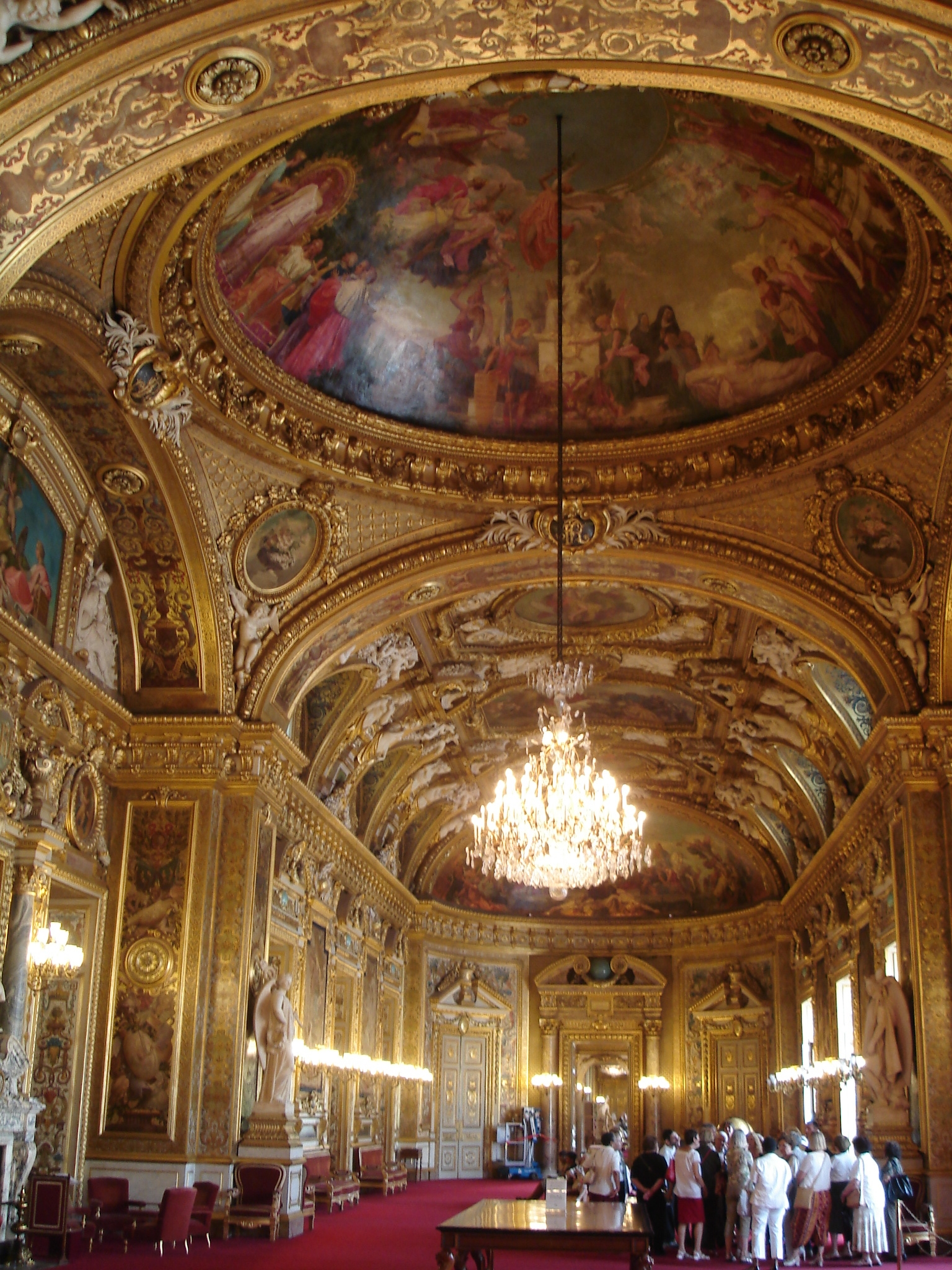
Der Konferenzsaal des Palais Luxembourg

Von der ursprünglichen Ausstattung des Palais du Luxembourg ist besonders der von 1622 bis 1625 nach Entwürfen von Peter Paul Rubens geschaffene, heute im Louvre aufbewahrte Medici-Zyklus zu erwähnen. Diese 24 Bilder zeigen Stationen aus dem Leben Maria de’ Medicis.
1709 bis 1711 wurde das Innere des Palais von Germain Boffrand umgestaltet. Besonders zu erwähnen sind hierbei die von ihm geschaffenen Salons. Die 1845 bis 1847 von Eugène Delacroix ausgeführten Malereien im Lesesaal der Bibliothek befinden sich indes noch vor Ort.